# Very Large Array

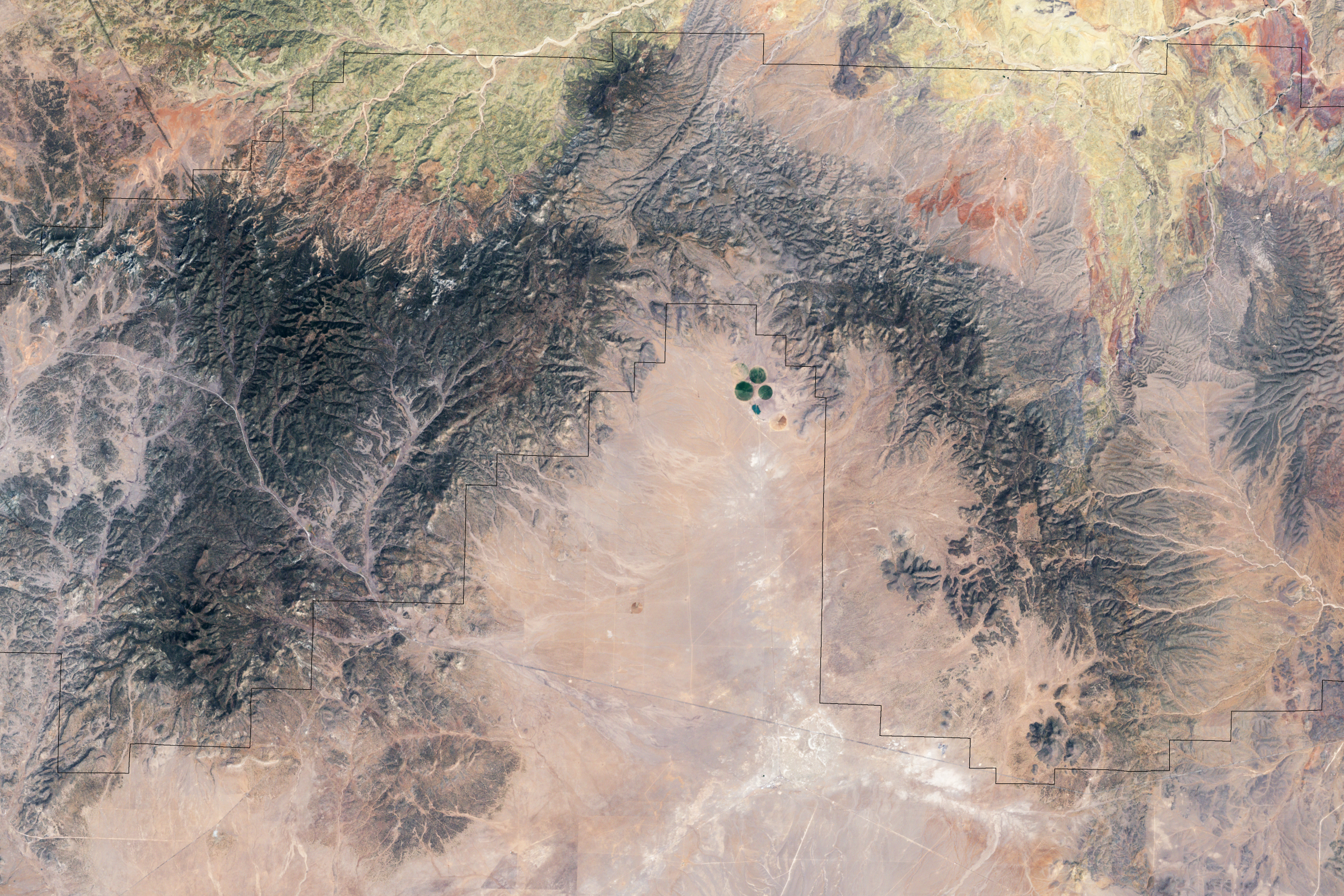
De Very Large Array vanuit de ruimte

De Orionnevel gemeten door het VLA bij een golflengte van 21cm

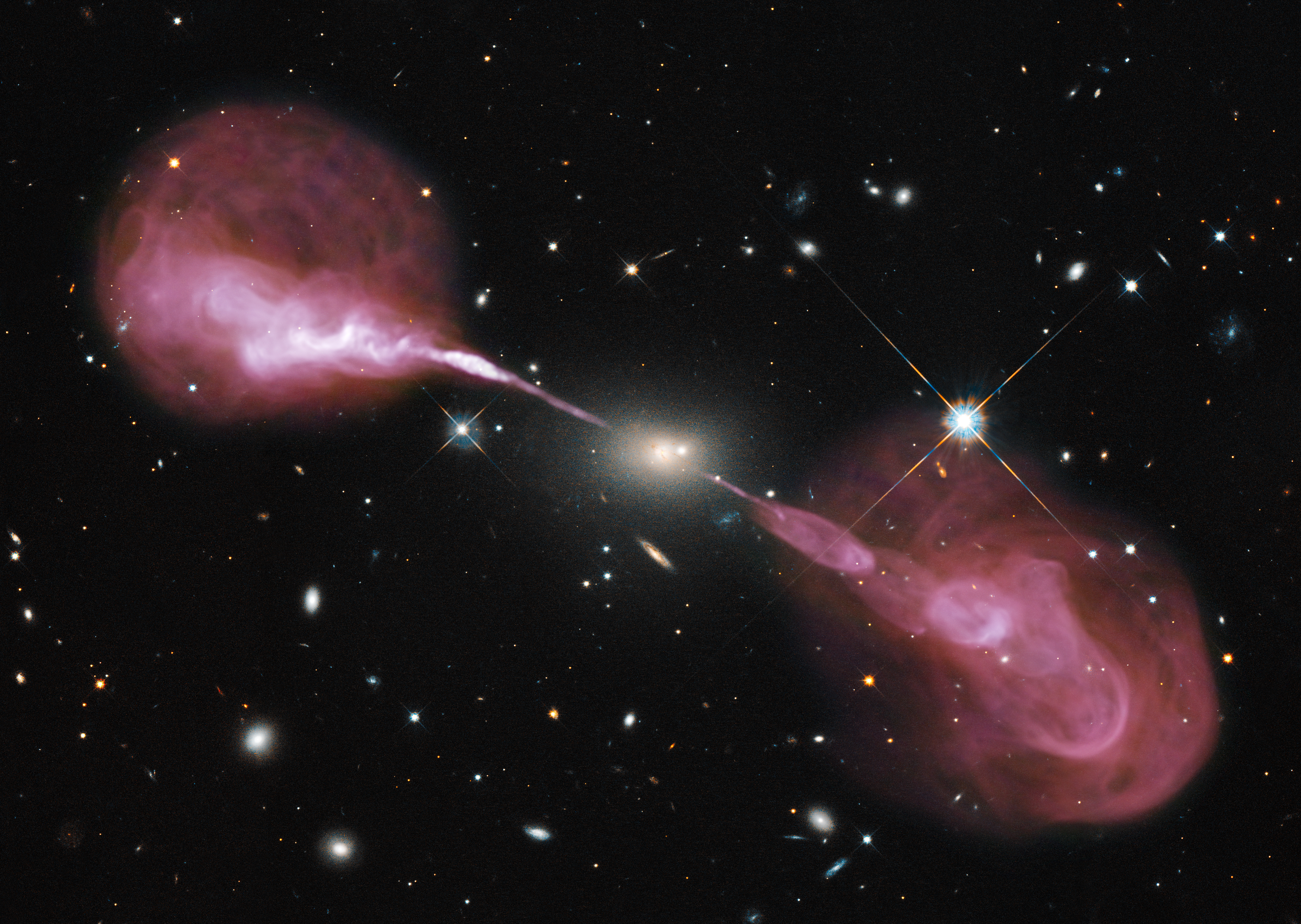
De radioemissie van het actieve sterrenstelsel Hercules A samen met een optische foto gemaakt door Ruimtetelescoop Hubble

De Karl G. Jansky Very Large Array (VLA) is een radioastronomisch observatorium, gesitueerd in Socorro County, New Mexico in de VS, tussen de plaatsen Magdalena en Datil en ligt circa 80 kilometer ten westen van de stad Socorro op een hoogte van 2124 meter boven zeeniveau. De antenne heeft onder andere observaties van zwarte gaten en van protoplanetaire schijven verricht. Verder heeft de antenne complexe gasbewegingen in het centrum van de Melkweg gevolgd en bijgedragen aan de kennis over de fysische mechanismen die radiostraling veroorzaken. De antenne is onderdeel van de National Radio Astronomy Observatory, een Amerikaanse organisatie op het gebied van radioastronomie. Voor de bouw was 78.578.000 $ benodigd.

## Werking
Het observatorium bestaat uit 27 onafhankelijke antennes, waarvan iedere antenne een diameter van 25 meter heeft en 209 ton weegt. Deze staan opgesteld als de drie benen van een Y (die alle 21 kilometer lang zijn). Door rails te gebruiken, kunnen de antennes verplaatst worden naar verschillende locaties, waardoor apertuursynthese (een vorm van interferometrie) mogelijk wordt. Hierbij wordt de informatie die iedere afzonderlijke schotel opvangt gebruikt om interferentiepatronen te maken. Die patronen, en hun veranderingen per keer dat de Aarde draait, geven inzicht in de structuur van bronnen die radiostraling in de lucht uitzenden. Die worden op hun beurt in kaart gebracht door er een wiskundige techniek op toe te passen, genaamd de fouriertransformatie. De kleinste resolutie die bereikt kan worden is er een van 0,05 boogseconden bij een golflengte van 7 millimeter.

## Aanpassing en hernoeming
De VLA is gebouwd tussen 1973 en 1980 en de toenmalige elektronica deed dienst tot ongeveer het jaar 2000 maar door de vooruitgang van de IC industrie werd deze steeds gedateerder.
De VLA heeft daarom tussen 2000 en 2011 een langdurig 'upgrade' proces ondergaan, waarbij onder andere de elektronica, kabels en de centrale computer, die uit de jaren 70 stamden, werden aangepast of geheel vernieuwd. Dit heeft geresulteerd in een veel krachtiger systeem, dat zelfs tot 10 keer gevoeliger zou zijn dan het oude systeem.
Om deze reden is het publiek verzocht een nieuwe naam te bedenken voor de VLA, die zowel "de leidende rol van de VLA in de toekomst van de astronomie weergeeft als de grootse ontdekkingen uit het verleden dekt". De nieuwe naam werd bekendgemaakt op dinsdag 10 januari 2012: Karl G. Jansky Very Large Array. De Amerikaanse natuurkundige Karl Jansky (1905 - 1950) was een vroege pionier van de radioastronomie en ontdekte onder andere dat sterren naast zichtbaar licht ook radiostraling uitzenden.